# Raumwelten - Plattform für Szenografie, Architektur und Medien
Raumwelten – Plattform für Szenografie, Architektur und Medien war eine Fachveranstaltung für Kommunikation im Raum, die bis 2022 von der Film- und Medienfestival gGmbH und der Wirtschaftsförderung Region Stuttgart jährlich im November in Ludwigsburg und Stuttgart veranstaltet wurde. Der dreitägige Kongress bot Architekten, Szenografen, Designern, Studierenden und Kreativen Vorträge, Workshops und Networking-Events. Zum ersten Mal fand Raumwelten 2012 statt. Zuletzt kamen rund 1000 Fachbesucher zu Raumwelten.
Unter dem Titel Raumwelten Public fanden an verschiedenen Orten weitere Veranstaltungen wie Konzerte, Vorträge und Filmvorführungen zum Thema Kommunikation statt.

## Kongress
Der dreitägige Kongress setzte sich zusammen aus fünf kuratierten Veranstaltungseinheiten: Jeder Kurator stellte für das jeweilige Panel mehrere Speaker zusammen. Darunter waren Architekten, Szenografen, Künstler und Filmemacher wie Sir Peter Cook, Hani Rashid, Doris Dörrie oder Schorsch Kamerun. Die Vortragsthemen befassten sich vor allem mit der Raumproduktion und -wahrnehmung. Dies umfasste die Bereiche Architektur, Szenografie, Ausstellungsgestaltung, Bühnenbild, Messebau, Stadtentwicklung an der Schnittstelle zu Film und digitale Medien (Virtuelle Realität, Active Record, Games).
Weitere Veranstaltungsformate beim Kongress waren Vorträge, Wettbewerbsausschreibungen, Workshops, Exkursionen sowie Matching-Veranstaltungen. Bis 2020 fand der Raumwelten-Kongress in den Räumlichkeiten der Filmakademie Baden-Württemberg statt. Weitere Orte waren die Akademie für Darstellende Kunst Baden-Württemberg, das Residenzschloss Ludwigsburg, das Haus der Architekten sowie der Weiße Saal des Neuen Schlosses in Stuttgart.
Im Stadtbild erkennbar war Raumwelten bis 2018 durch den Raumwelten-Pavillon, ein pneumatisches Zelt, das im Akademiehof der Filmakademie Baden-Württemberg aufgestellt wurde und auch als Veranstaltungsort diente.
Laut Website der Raumwelten (Stand: Oktober 2023) wird die Veranstaltung nach 2022 „nicht mehr von der Film- und Medienfestival gGmbH umgesetzt werden.“ Es fänden jedoch „Gespräche statt, ob eine Zukunft von Raumwelten in anderer Trägerschaft und Organisationsform möglich ist.“

## Belege
1. ↑  Raumwelten 2019. Abgerufen am 3. Februar 2020.
2. ↑  Raumwelten Kongress. In: Raumwelten. 25. Juli 2014, abgerufen am 3. Februar 2020 (deutsch).
3. ↑  Raumwelten erobern den Akademiehof - Stadt Ludwigsburg - Ludwigsburger Kreiszeitung. Abgerufen am 3. Februar 2020.